# Everglades (Florida)
Everglades City ist eine Stadt im Collier County im US-Bundesstaat Florida mit 352 Einwohnern (Stand: 2020).
Das Stadtgebiet hat eine Größe von 3,1 km². Everglades City, heutzutage intensiv touristisch geprägt, bezeichnet sich selbst als Tor zu den der Südwestküste vorgelagerten Ten Thousand Islands.

## Geographie
Everglades City ist zwischen den großen Sumpfgebieten im Süden Floridas und der Küste des Golf von Mexiko an der Chokoloskee Bay angelegt. Die Stadt erstreckt sich in Nord-Süd-Richtung entlang des Allen-River, der in diesem Bereich in Barron-River und Lake Placid aufgespalten ist.
Die Stadt liegt an der Nordwestecke des Everglades National Park, der hier offiziell 1947 eingerichtet wurde. Sie befindet sich am nördlichen Ende des Wilderness Waterway, einer Hinterlandstrecke nach Flamingo an der Südspitze der Halbinsel Florida. Nur unweit entfernt befindet sich auch das Big Cypress National Preserve und das Fakahatchee Strand State Preserve.

## Geschichte
Everglades wurde 1864 von den ersten sesshaften Siedlern gegründet. Den Namen erhielt die Siedlung entlang des Allen’s River 1894 von Bermbery Storter, nachdem der United States Postal Service die Bezeichnung Chokoloskee ablehnte. 1923 wurde Everglades Sitz des neuformierten Collier Countys. Im gleichen Jahr wurden die erste Bank und eine Zeitung, Collier County News, im Ort installiert. Von 1928 bis 1957 besaß der Ort durch die Atlantic Coast Line Railroad einen Eisenbahnanschluss. Der Namensgeber des Countys, Barron G. Collier, kaufte den meisten Landbesitz in und um die Stadt herum auf. Innerhalb von fünf Jahren verwandelte sich das verschlafene Nest in eine aufstrebende Industriestadt. Später, 1948 verlagerte das Blatt seine Redaktion nach Naples. Im Jahre 1953 wurde Everglades per Gesetz zur Everglades City erklärt. Neun Jahre später verlor Everglades City auch den County-Sitz an Naples.
Am 24. Oktober 2005 traf Hurrikan Wilma unmittelbar nördlich des Stadtgebietes bei Cap Romano auf Land und fügte auch der Stadt Schäden zu. Bereits 1910 und 1960 war die Gegend durch Stürme in Mitleidenschaft gezogen worden.

### Demographische Daten
Laut der Volkszählung 2010 verteilten sich die damaligen 400 Einwohner auf 476 Haushalte. Die Bevölkerungsdichte lag bei 166,7 Einw./km². 92,3 % der Bevölkerung bezeichneten sich als Weiße, 0,8 % als Afroamerikaner und 2,3 % als Indianer. 3,0 % gaben die Angehörigkeit zu einer anderen Ethnie und 1,8 % zu mehreren Ethnien an. 11,3 % der Bevölkerung bestand aus Hispanics oder Latinos.
Im Jahr 2010 lebten in 19,1 % aller Haushalte Kinder unter 18 Jahren sowie 41,0 % aller Haushalte Personen mit mindestens 65 Jahren. 67,4 % der Haushalte waren Familienhaushalte (bestehend aus verheirateten Paaren mit oder ohne Nachkommen bzw. einem Elternteil mit Nachkomme). Die durchschnittliche Größe eines Haushalts lag bei 2,25 Personen und die durchschnittliche Familiengröße bei 2,61 Personen.
16,5 % der Bevölkerung waren jünger als 20 Jahre, 22,5 % waren 20 bis 39 Jahre alt, 24,4 % waren 40 bis 59 Jahre alt und 36,9 % waren mindestens 60 Jahre alt. Das mittlere Alter betrug 51 Jahre. 51,5 % der Bevölkerung waren männlich und 48,5 % weiblich.
Das durchschnittliche Jahreseinkommen lag bei 41.250 $, dabei lebte niemand unter der Armutsgrenze.
Im Jahr 2000 war Englisch die Muttersprache von 96,98 % der Bevölkerung und spanisch sprachen 3,02 %.

## Religion
Die seit 1993 bestehende katholische Kapelle Hl. Familie (Holy Family Chapel) gehört zur Pfarrei San Marco in Marco Island, Bistum Venice. Darüber hinaus bestehen eine baptistische Gemeinde (First Baptist Church) und die Everglades Community Church.

## Sehenswürdigkeiten
Das Museum of the Everglades, Teil des Collier County Museums, zeigt Artefakte und Photographien aus 2000 Jahren Besiedlung der südwestlichen Everglades. Eine weitere Abteilung ist Barron G. Collier, der großen Anteil an der Stadtentwicklung hin zu einer moderneren Stadt hatte, gewidmet.
Das Bank of Everglades Building, die Everglades Laundry und das Old Collier County Courthouse sind im National Register of Historic Places gelistet.

## Verkehr
Everglades City verfügt über einen kleinen Flughafen als Außenweltverbindung, gleichwohl ist er Standort von Wasserflugzeugen die Rundflüge anbieten. An das Straßennetz ist die Gemeinde via State-Route 29 angeschlossen. Diese führt durch die Sümpfe nach Norden. Nach sechs Kilometern ist die Strecke mit dem U.S. Highway 41 verknüpft. Dieser sogenannte Tamiami Trail, verläuft parallel zum gleichnamigen Kanal von Naples im Westen an die Ostküste zur Agglomeration um Miami. Nach  Süden führt die 29 auf die Insel von Chokoloskee, wo die Straße endet. Das ausgedehnte Wasserwegenetz ermöglicht Touren mit Kanus und anderen Wassersportfahrzeugen.